# Lepoglava
Lepoglava (tyska: Lepoglawa) är en stad i norra Kroatien. Staden ligger i Varaždins län och har 8 283 invånare 2011 varav 4 174 invånare bor i tätorten. I staden ligger Kroatiens största anstalt, fängelset i Lepoglava. 

## Etymologi
På kajkavisk dialekt betyder stadens namn ungefär "vackert huvud".

## Orter i kommunen
Till kommunen hör följande 16 samhällen. Siffrorna på antalet invånare är från folkräkningen 2011:
| Samhälle           | Antal invånare |
| ------------------ | -------------- |
| Bednjica           | 209            |
| Crkovec            | 188            |
| Donja Višnjica     | 542            |
| Gornja Višnjica    | 271            |
| Jazbina Višnjička  | 25             |
| Kamenica           | 141            |
| Kamenički Vrhovec  | 205            |
| Kameničko Podgorje | 322            |
| Lepoglava          | 4 174          |
| Muričevec          | 195            |
| Očura              | 188            |
| Viletinec          | 173            |
| Vulišinec          | 237            |
| Zalužje            | 162            |
| Zlogonje           | 412            |
| Žarovnica          | 839            |

## Historia
Staden Lepoglava omnämns för första gången i ett dokument från 1399. 1400 grundade greve Herman av Celje ett kloster i stadens närhet. 

### Fotnoter
1. 1 2 3  Kroatiska statistiska centralbyrån, folkräkningen 2011 Arkiverad 16 november 2013 hämtat från the Wayback Machine. Läst 24 augusti 2014. (engelska)
2. ↑  Lepoglava.hr Arkiverad 14 oktober 2013 hämtat från the Wayback Machine. (kroatiska)
3. ↑  Lepoglava.hr Arkiverad 11 december 2013 hämtat från the Wayback Machine. (kroatiska)